# ТЕС Платтлінг Мілл
48°47′51.2″ пн. ш. 12°52′5.8″ сх. д. / 48.797556° пн. ш. 12.868278° сх. д.
ТЕС Платтлінг Мілл — теплова електростанція на півдні Німеччини у федеральній землі Баварія, споруджена з використанням технології комбінованого парогазового циклу.
Станцію, розташовану на північний схід від Мюнхена, неподалік від впадіння Ісару в Дунай, ввели в експлуатацію у 2010 році. Вона споруджувалась енергетичним концерном E.ON для обслуговування місцевого паперового комбінату. Останній потребує значної кількості теплової енергії, завдяки чому забезпечується висока паливна ефективність станції.
У складі блоку встановлена газова турбіна компанії General Electric PG 6111 (6FA) потужністю 78 МВт та парова турбіна TGM Kanis потужністю 45 МВт. Між ними працює котел-утилізатор Standardkessel, який, окрім утилізації тепла після газової турбіни, також обладнаний допоміжними пальниками із потужністю 60 МВт, що збільшує можливості виробництва теплової енергії (при повному навантаженні блок здатен видавати 201 тону пари на годину). Загальна паливна ефективність блоку 85 %.
Спорудження ТЕЦ коштувало 130 млн євро.